# Solanum contumazaense
Solanum contumazaense är en potatisväxtart som beskrevs av Carlos M. Ochoa. Solanum contumazaense ingår i släktet skattor som ingår i familjen potatisväxter. Inga underarter finns listade i Catalogue of Life.